# Musaria argus
Musaria argus är en skalbaggsart som först beskrevs av Frölich 1793.  Musaria argus ingår i släktet Musaria och familjen långhorningar.
Artens utbredningsområde är Ukraina. Inga underarter finns listade i Catalogue of Life.